# 114
Évszázadok: 1. század – 2. század – 3. század
Évtizedek: 60-as évek – 70-es évek – 80-as évek – 90-es évek – 100-as évek – 110-es évek – 120-as évek – 130-as évek – 140-es évek – 150-es évek – 160-as évek
Évek: 109 – 110 – 111 – 112 –  113 – 114 – 115 – 116 – 117 – 118 – 119

## Események

### Római Birodalom
- Quintus Ninnius Hastát (helyettese májustól C. Clodius Nummus, szeptembertől L. Hedius Rufus Lollianus Avitus) és Publius Manilius Vopiscus Vicinillianust (helyettese L. Caesennius Sospes és M. Messius Rusticus) választják consulnak.
- Traianus elindítja pártus hadjáratát. Tavasszal megérkezik Antiochiába. Kíséretében érkezik Hadrianus is, akit kinevez Syria kormányzójává.
- Traianus 80 ezer katonával bevonul Örményországba. A pártusok által kinevezett Parthamaszirisz király elé járul és felajánlja hogy vazallusa lesz a rómaiaknak, de Traianus elutasítja őt és őrizetbe véteti. Parthamaszirisz később ismeretlen körülmények között meghal, állítólag Traianus parancsára meggyilkolják. A császár annektálja Örményországot és létrehozza a rövid életű Armenia provinciát. Az év végéig végigjárja a fekete-tengeri és kaukázusi törzseket és biztosítja a római fennhatóságot.
- Traianus hadvezére, az észak-afrikai Lusius Quietus kelet felé támad, benyomul Atropaténébe és megközelíti a Kaszpi-tengert.
- Beneventumban elkezdik Traianus diadalívének építését.

## Halálozások
- Parthamaszirisz örmény király

## Fordítás
- Ez a szócikk részben vagy egészben  a(z)   114 című francia Wikipédia-szócikk ezen változatának fordításán alapul.  Az eredeti cikk szerkesztőit annak laptörténete sorolja fel. Ez a jelzés csupán a megfogalmazás eredetét és a szerzői jogokat jelzi, nem szolgál a cikkben szereplő információk forrásmegjelöléseként.